# Ital

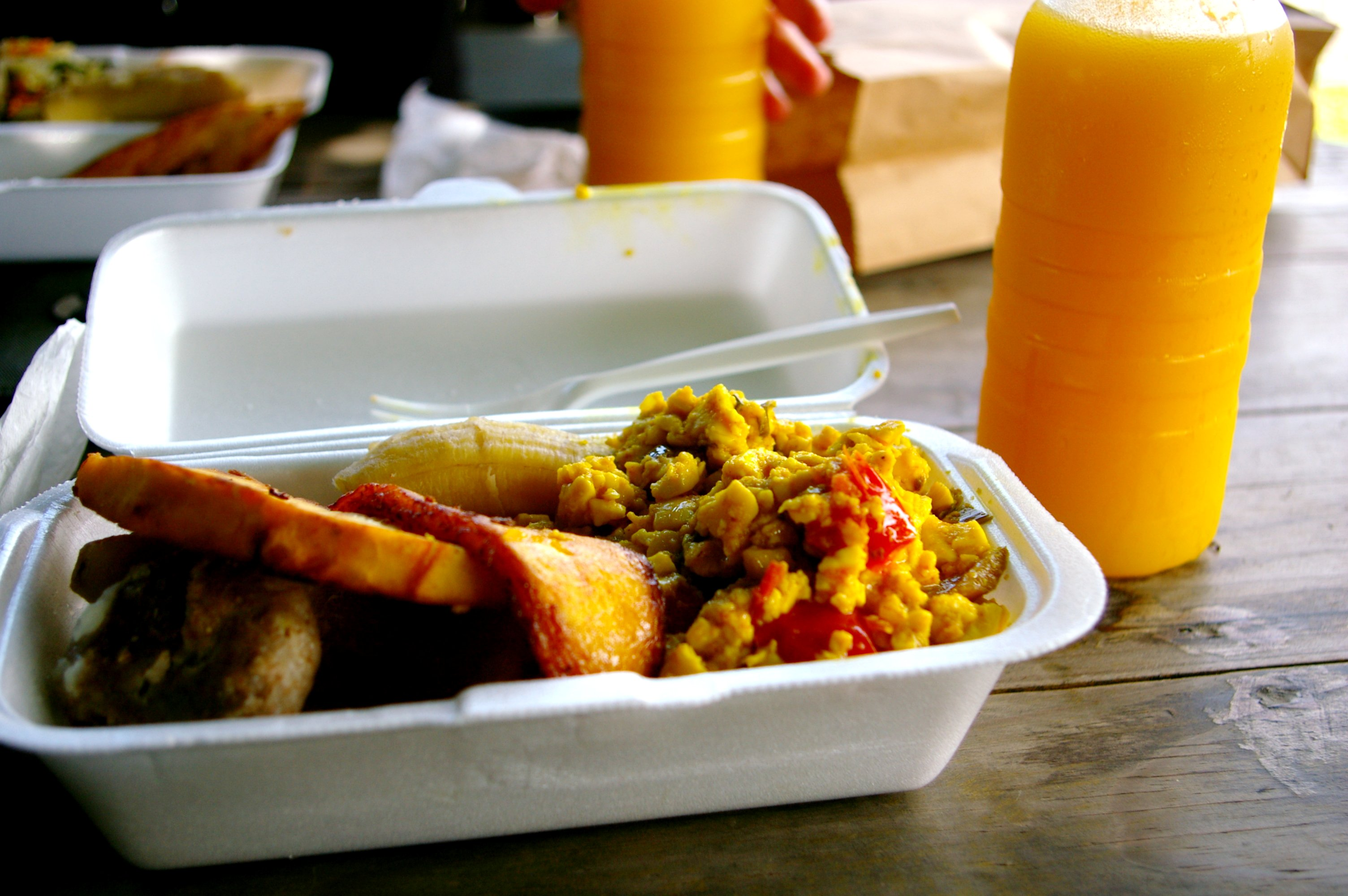
Un petit déjeuner ital jamaïcain composé d'ackee, de plantain, de nourriture bouillie, de breadfruit et de jus de mangue - ananas

Ital (ou I-tal) est un régime alimentaire approuvé par les rastafariens faisant partie du mode de vie livity. Le mot est basé sur l'anglais vital, où la première consonne est remplacée par un I (voir I and I). Ces principes ont pour but de vivre dans un corps propre et naturel.
Le régime est basé sur la Genèse 1:29 ainsi que le Lévitique, qui condamneraient la consommation de viande ou d'alcool. Les rastas sont donc généralement végétariens, voire végétaliens, bien que certains mangent du poisson (d'une taille inférieure à douze pouces[réf. nécessaire]). De plus, ils évitent toute forme de nourriture artificielle (colorants, conservateurs…) ainsi que la nourriture de conserve et congelée. L'utilisation du sel dans les plats est aussi prohibée. Les légumes contenant naturellement du sel, il n'y aurait aucune raison d'en ajouter. Parmi les interprétations les plus strictes, certaines personnes ne cuisinent que dans des ustensiles faits de bois, poterie ou autre, afin d'éviter le contact avec les outils en métal.
Cependant, il n'y a aucune règle fixe à la nourriture ital. Le régime alimentaire peut varier d'un rasta à un autre. On retrouve ce thème dans de nombreuses chansons de reggae comme Roast Fish and Cornbread de Lee Scratch Perry. Dans la chanson no bones no blood, de Lutan Fyah, la consommation carnée est vue comme un « pur meurtre » réjouissant « vampires ».